# Jessica Harper
Jessica Harper (Chicago, 10 oktober 1949) is een Amerikaanse actrice, producer, schrijver en songwriter. Harper begon haar speelfilmcarrière met een hoofdrol in Brian De Palma's Phantom of the Paradise (1974) en een rol in Inserts (1975). Ze is vooral bekend door haar vertolking van Suzy Bannion, de protagoniste van Dario Argento's cultklassieker Suspiria (1977) en verscheen ook in een bijrol in de remake van deze film in 2018 door Luca Guadagnino.
Sinds de jaren '90 van de vorige eeuw is ze ook actief als schrijfster van kinderboeken en componiste van kindermuziek.

## Levensloop
Harper is geboren in 1949 in Chicago als de dochter van Eleanor Emery, een schrijfster, en Paul Church Harper Jr., een schilder en voormalige voorzitter van de Needham Harper Worldwide advertising agency in New York. Het gezin telt 6 kinderen: Jessica Harper heeft naast een tweelingbroer, William Harper, een componist, nog twee zussen en twee broers.
Eind jaren zestig studeert Harper twee jaar aan de Sarah Lawrence College in New York, waar ze een voorliefde ontdekt voor acteren en het theater. Haar eerste professionele rol is in de Broadway musical Hair in 1969. In 1972 verschijnt ze als een gekke verpleegster in een Off-Broadway stuk, Dr. Selavy's Magic Theater, van Richard Foreman. Haar eerste rol in een speelfilm is in Phantom of the Paradise van Brian De Palma in 1974. Haar speelfilmcarrière zet zich door in de jaren zeventig en tachtig, waarbij ze als actrice een zekere cultstatus verwerft, met onder meer een expliciete naaktscène in Inserts van John Byrum in 1975 en haar rol in de horror-klassieker Suspiria.  Andere bekende films waarin ze acteert zijn Stardust Memories (1980) van Woody Allen, My Favorite Year (1982), Pennies from Heaven (1981), Safe (1995) en Minority Report (2002).
In 1989 huwt ze met Tom Rothman, die sinds 1986 actief is in de filmindustrie als producer en als bestuurder bij filmmaatschappijen als Fox Searchlight Pictures en Sony Pictures. Het koppel heeft twee kinderen. Begin jaren negentig legt Harper zich toe op het schrijven van kinderboeken en -muziek. Ze schreef 11 kinderboeken, waarvan 4 prentenboeken met haar zus, de illustratrice Lindsay Harper Dupont. Daarnaast produceerde en schreef ze zeven succesvolle muziekalbums voor kinderen.
Haar meest recente boek, The Crabby Cook Cookbook (2010), is haar eerste boek voor volwassenen. In 2018 publiceert ze haar memoires in de vorm van een podcast, Winnetka.

## Filmografie (selectie)
- Phantom of the Paradise (1974)
- Inserts (1975)
- Love and Death (1975)
- Suspiria (1977)
- Aspen (1977) (miniserie)
- Little Women (1978)
- The Evictors (1979)
- Studs Lonigan (1979) (miniserie)
- Stardust Memories (1980)
- Shock Treatment (1981)
- Pennies from Heaven (1981)
- My Favorite Year (1982)
- The Blue Iguana (1988)
- Safe (1995)
- Dario Argento: An Eye for Horror (2000) (documentaire)
- Minority Report (2002)
- Suspiria (2018, remake)
- Bones and All (2022)
- Memory (2023)

## Discografie
Met The Goggles:
- The Goggles (1971)

Solo:
- A Wonderful Life (1994)
- Not a Traditional Christmas (1995)
- Nora's Room (1996)
- 40 Winks (1998)
- Rhythm in My Shoes (2000)
- Inside Out! (2001)
- Hey, Picasso (2004)